# Лікар Калюжний
«Лікар Калюжний» (рос. Доктор Калюжный) — радянський мелодраматичний чорно-білий, звуковий художній фільм режисерів Ераста Гаріна і Хесі Локшиної, поставлений за сценарієм п'єси Юрія Германа «Син народу» на кіностудії «Ленфільм» в 1939 року.

## Сюжет
Молодий лікар Кузьма, після закінчення ленінградського інституту, залишивши в місті кохану дівчину Олену, повертається в рідне селище Гречишки і енергійно береться за справу. Лікарня в повному запустінні. Але герой не впадає у відчай, і навіть робить наукове відкриття, яке допомагає повернути зір старому вчителю і сестричці колишньої нареченої.

## У ролях
- Борис Толмазов — Кузьма Калюжний, лікар
- Марія Барабанова — Євграф Тимофійович, конюх («вічнохворий»)
- Юрій Толубєєв — Пархоменко Григорій Іванович, вчитель
- Яніна Жеймо — Ольга, сліпа дівчина
- Аркадій Райкін — Моня Шапіро, лікар
- Валентин Кисельов — Прокоп Прокопович Колечко, фельдшер
- Зінаїда Квятковська — Олена, дівчина Калюжного
- Тетяна Сукова — секретар райкому
- Костянтин Сорокін — сторож в лікарні
- Катерина Мелентьєва — Фрося Мухіна, медсестра

## Знімальна група
- Режисери — Ераст Гарін, Хеся Локшина
- Сценарист — Юрій Герман
- Оператори — Анатолій Погорєлий, Олександр Сігаєв
- Композитори — Павло Арманд, Анатолій Паппе
- Художник — Федір Беренштам